# Graphogaster rostrata
Graphogaster rostrata är en tvåvingeart som beskrevs av Herting 1973. Graphogaster rostrata ingår i släktet Graphogaster och familjen parasitflugor.
Artens utbredningsområde är Mongoliet. Inga underarter finns listade i Catalogue of Life.